# Juan Torales
Juan Bautista Torales Ramírez (Luque, 1956. március 9. – ) paraguayi válogatott labdarúgó. 

## Pályafutása

### Klubcsapatban
1976 és 1981 között Sportivo Luqueño csapatában játszott. 1981-től 1991-ig a Club Libertad játékosa volt. 1992-ben a Club Guaranít erősítette, majd azt követően 1993-ban visszatért a Sportivo Luqueño együtteséhez, ahol az 1995-ös visszavonulásáig játszott. 

### A válogatottban
1979 és 1987 között 77 alkalommal szerepelt a paraguayi válogatottban és 1 gólt szerzett. Tagja volt az 1979-es Copa Américán győztes válogatott keretének és részt vett az 1986-os világbajnokságon, ahol a paraguayiak összes mérkőzésén kezdőként kapott lehetőséget. Részt vett az 1983-as, az 1987-es és az 1989-es Copa Américán is.

## Sikerei, díjai
Paraguay
- Copa América győztes (1): 1979
- Copa América bronzérmes (1): 1983